# Intercités
Az Intercités (2009 szeptembere előtt: Corail Intercités) a francia nemzeti vasúttársaság, az SNCF által használt márkanév, amely a franciaországi "klasszikus" hálózat nem nagysebességű szolgáltatásait jelöli.
Az SNCF 2006 januárjában hozta létre az Intercités márkát, hogy megragadja a Corail vonatok fennmaradt, főként középtávú hálózatát, amelyet azért neveztek el így, mert az SNCF által 1975-től bevezetett légkondicionált "Corail" kocsikat használnak. Az Intercités az SNCF minden olyan fontos útvonalát lefedi, amelyet a TGV-hálózat nem szolgál ki.
2011 decembere óta a Téoz (távolsági vonatok kötelező helyfoglalással) és az Intercités de Nuit (éjszakai hálókocsis vonat) márkákat újraegyesítették, és az Intercités márka mostantól az SNCF összes nem nagysebességű, országos hálózaton közlekedő személyszállító járatát lefedi. 2012 októberében a francia kormány bejelentette, hogy az új közlekedési stratégia részeként megnöveli az Intercités-szolgáltatások finanszírozását.

## Hálózat
2022 januárjától a hálózat az alábbi állomásokat és pályaudvarokat érintette:

### Nappali vonatok
| Útvonal                                    | Állomások | Gyakoriság                                                                                 |
| ------------------------------------------ | --- | ------------------------------------------------------------------------------------------ |
| Paris - Nevers                             | Paris-Bercy - Nemours-Saint-Pierre† - Montargis - Nogent-sur-Vernisson - Gien - Briare - Cosne-sur-Loire - Tracy-Sancerre† - La Charité - Pougues-les-Eaux - Fourchambault - Nevers                                                       | 6x naponta                                                                                 |
| Nantes - Tours - Lyon                      | Nantes - Angers-Saint-Laud - Saumur - Tours - Saint-Pierre-des-Corps - Vierzon-Ville - Bourges - Nevers - Moulins-sur-Allier - Saint-Germain-des-Fossés - Roanne - Lyon-Part-Dieu - Lyon-Perrache                                         | 1x naponta: Tours–Lyon, 2x hetente: Nantes–Lyon                                            |
| Nantes - Bordeaux                          | Nantes - La Roche-sur-Yon - Luçon - La Rochelle - Châtelaillon† - Rochefort - Saintes - Pons† - Jonzac† - Montendre† - Saint-Mariens-Saint-Yzan† - Saint-André-de-Cubzac† - Bordeaux-Saint-Jean                                           | 3x naponta: Nantes–Bordeaux, 1x naponta: La Rochelle–Bordeaux                              |
| Hendaye - Toulouse                         | Hendaye - Saint-Jean-de-Luz-Ciboure - Biarritz - Bayonne - Orthez - Pau - Lourdes - Tarbes - Lannemezan† - Montréjeau-Gourdan-Polignan† - Saint-Gaudens† - Toulouse-Matabiau                                                              | 3x naponta: Bayonne–Toulouse, 1x naponta: Hendaye–Toulouse                                 |
| Paris - Clermont-Ferrand                   | Paris-Bercy - Nevers - Moulins-sur-Allier - Vichy - Riom-Châtel-Guyon - Clermont-Ferrand | 8x naponta                                                                                 |
| Paris - Limoges - Toulouse                 | Paris-Austerlitz - Les Aubrais† - Vierzon-Ville† - Issoudun† - Châteauroux - Argenton-sur-Creuse† - La Souterraine† - Limoges - Uzerche† - Brive-la-Gaillarde - Souillac† - Gourdon† - Cahors - Caussade† - Montauban - Toulouse-Matabiau | 3x naponta: Paris–Limoges, 5x naponta: Paris–Brive, 3x naponta: Paris–Toulouse             |
| Bordeaux - Marseille                       | Bordeaux-Saint-Jean - Marmande - Agen - Montauban - Toulouse-Matabiau - Carcassonne - Narbonne - Béziers - Sète - Montpellier-Saint-Roch - Nîmes - Arles - Marseille-Saint-Charles                                                        | 6x naponta: Bordeaux–Marseille, 1x naponta: Bordeaux–Nîmes, 1x naponta: Toulouse-Marseille |
| Clermont-Ferrand.- Nîmes                   | Clermont-Ferrand ... Issoire ... Brioude ... Nîmes | 1x naponta                                                                                 |
| Clermont-Ferrand - Béziers                 | Clermont-Ferrand ... Neussargues - Saint-Flour - Saint-Chély-d'Apcher ... Marvejols ... Millau ... Béziers | 1x naponta                                                                                 |
| † Nem az összes vonat áll meg az állomáson | |                                                                                            |

### Éjszakai vonatok
2022. januárjától az alábbi járatok közlekednek:
| Útvonal                 | Állomások | Gyakoriság |
| ----------------------- | --- | ---------- |
| Paris - Briançon        | Paris-Austerlitz - Crest - Die - Luc-en-Diois - Veynes-Dévoluy - Gap - Chorges - Embrun - Montdauphin-Guillestre - L'Argentière-les Écrins - Briançon |            |
| Paris - Latour-de-Carol | Paris-Austerlitz - Les Aubrais - Toulouse-Matabiau - Auterive - Saverdun - Pamiers - Foix - Tarascon-sur-Ariège - Luzenac-Garanou - Ax-les-Thermes - Mérens-les-Vals - L'Hospitalet-près-l'Andorre - Porté-Puymorens - Latour-de-Carol-Enveitg                                            |            |
| Paris - Portbou         | Paris-Austerlitz - Les Aubrais - Souillac - Gourdon - Cahors - Caussade - Montauban-Ville-Bourbon - Toulouse-Matabiau - Castelnaudary - Carcassonne - Lézignan-Corbières - Narbonne - Perpignan - Elne - Argelès-sur-Mer - Collioure - Port-Vendres - Banyuls-sur-Mer - Cerbère - Portbou |            |
| Párizs- Lourdes         | Párizs- Tarbes - Lourdes |            |
| Párizs- Nizza           | Párizs– Marseille – Toulon – Draguignan – Saint-Raphaël – Cannes – Antibes – Nizza |            |
| Párizs- Albi            | Párizs- Les Aubrais - Saint-Denis-près-Martel - Rocamadour-Padirac - Gramat - Assier - Figeac - Capdenac - Viviez-Decazeville - Aubin - Cransac - Saint-Christophe - Rodez |            |